# Prost Grand Prix
Prost Grand Prix je bivša francuska momčad Formule 1.
Četverostruki svjetski prvak Alain Prost kupio je momčad Ligier, te je preimenovao u ime Prost. Momčad se natjecala u Formuli 1 od 1997. do 2001., te u 83 utrke ostvarila 3 podija i osvojila 35 bodova.
Prva Prostova sezona bila je najuspješnija. Olivier Panis je ostvario dva podija i s 15 bodova bio treći u vozačkom poretku iza Michaela Schumachera i Jacquesa Villeneuvea, kada na VN Kanade, doživljava težak sudar. Slomio je obje noge, te izbivao s prvenstva 7 utrka. Zamijenio ga je Talijan Jarno Trulli. Panis-Trulli, bila je Prostova vozačka postava 1998. i 1999. Trulli je 2. mjestom na Velikoj nagradi Europe 1999. ostvario posljednji podij za momčad. 2000. je bila jedina sezona u kojoj Prost nije osvojio bodove, a posljednji bod momčadi donio je Jean Alesi 6. mjestom na Hockenheimringu na Velikoj nagradi Njemačke 2001.

## Rezultati
| Godina | Puni naziv momčadi      | Šasija | Motor                        | Gume | Vozači                                                                     | Kostruktorski poredak |
| ------ | ----------------------- | ------ | ---------------------------- | ---- | -------------------------------------------------------------------------- | --------------------- |
| 2001.  | Prost Acer              | AP04   | Acer1 01A 3.0 V10            | M    | Jean Alesi Gastón Mazzacane Luciano Burti Heinz-Harald Frentzen Tomáš Enge | 9. mjesto (4 boda)    |
| 2000.  | Gauloises Prost Peugeot | AP03   | Peugeot A20 3.0 V10          | B    | Jean Alesi Nick Heidfeld                                                   | 11. mjesto (0 bodova) |
| 1999.  | Gauloises Prost Peugeot | AP02   | Peugeot A18 3.0 V10          | B    | Olivier Panis Jarno Trulli                                                 | 7. mjesto (9 bodova)  |
| 1998.  | Gauloises Prost Peugeot | AP01   | Peugeot A16 3.0 V10          | B    | Olivier Panis Jarno Trulli                                                 | 9. mjesto (1 bod)     |
| 1997.  | Prost Gauloises Blondes | JS45   | Mugen-Honda MF-301HB 3.0 V10 | B    | Olivier Panis Shinji Nakano Jarno Trulli                                   | 6. mjesto (21 bod)    |

- ^  Acerov 01A motor bio je ustvari Ferrarijev 049 motor iz 2000.

## Vanjske poveznice
- statsf1.com